# مسعود مصطفی جوکار
مسعود مصطفی جوکار (زادهٔ ۱۳۵۶، ملایر کشتی‌گیر آزادکار سابق ایرانی است که مدال نقرهٔ المپیک ۲۰۰۴ آتن را در وزن ۶۰ کیلوگرم به دست آورده‌است. یکی از حوادث مهم دوران ورزش او در بازی‌های آسیایی بوسان ۲۰۰۲ اتفاق افتاد که در ترکیب تیم ملی قرار داشت اما به دلیل عدم اطلاع مسئولین از زمان مسابقه او و عدم حضور او از دور مسابقات حذف شد.
برادر جوان‌تر او، میثم مصطفی جوکار نیز کشتی‌گیر تیم ملی ایران است.